# Ein gutes Jahr
Ein gutes Jahr (A Good Year) ist ein US-amerikanischer Film von Ridley Scott aus dem Jahr 2006. Das Drehbuch schrieb Marc Klein nach dem Roman Ein guter Jahrgang von Peter Mayle.

## Handlung
Der Londoner Börsenmakler Max Skinner erfährt nach einem großen geschäftlichen Erfolg vom Tod seines Onkels Henry, der sein Leben als Winzer auf seinem Weingut in der Provence verbrachte. Dort erlebte Max als Waisenkind immer während der Ferien glückliche Zeiten, hatte aber in den letzten 10 Jahren keinen Kontakt mehr zu seinem Onkel. Max wurde zu einem überaus ehrgeizigen und kaltherzigen Wertpapierhändler, der keinen Urlaub macht, zur Gewinnmaximierung hart an die Grenzen des rechtlich Zulässigen geht und sich dabei nicht an Gentlemen’s Agreements gebunden fühlt. Jener Onkel Henry, der gern beim Wein über das Leben und die Wahrheit philosophierte, hatte ihm aber auch beigebracht, Erfolg zu haben und damit umzugehen.
Da sein Onkel kein rechtswirksames Testament hinterlassen hat, erbt Max als nächster Verwandter das Chateau La Siroque. Max denkt nicht daran, das Anwesen zu behalten, sondern will mit dessen Verkauf schnell Geld machen. Widerwillig verlässt er das hektisch-verregnete London und reist in den sonnigen Süden Frankreichs, um das Erbe anzutreten und alles für den Verkauf in die Wege zu leiten. Er begibt sich nach La Siroque, wo ihn großartige Erinnerungen an die unbeschwerten Sommer seiner Jugend einholen. Er trifft auf den Vigneron Francis Duflot, den er schon aus Kindertagen kennt und der noch immer den Wein macht. Der ihm von Duflot am Abend zur Begrüßung hingestellte Hauswein La Siroque erweist sich allerdings als ungenießbar.
Am nächsten Tag will Max den Termin bei der geheimnisvollen Notarin Nathalie Auzet wahrnehmen, um danach zügig nach London zurückzufliegen. Auf dem Weg dorthin drängt er, ohne es zu merken, die junge Restaurantbesitzerin Fanny Chenal von der Straße ab. Noch einmal kurz auf La Siroque zurückgekehrt, stürzt Max beim Versuch, vor der Abreise eiligst für den Verkauf Fotos von der Immobilie zu machen, in den leeren Swimmingpool, aus dem er ohne fremde Hilfe nicht herauszukommen vermag. Fanny, die durch Zufall den vor dem Chateau geparkten Mietwagen wiedererkennt und nach dessen Besitzer sucht, rettet ihn widerwillig, indem sie den Pool mit Wasser flutet.

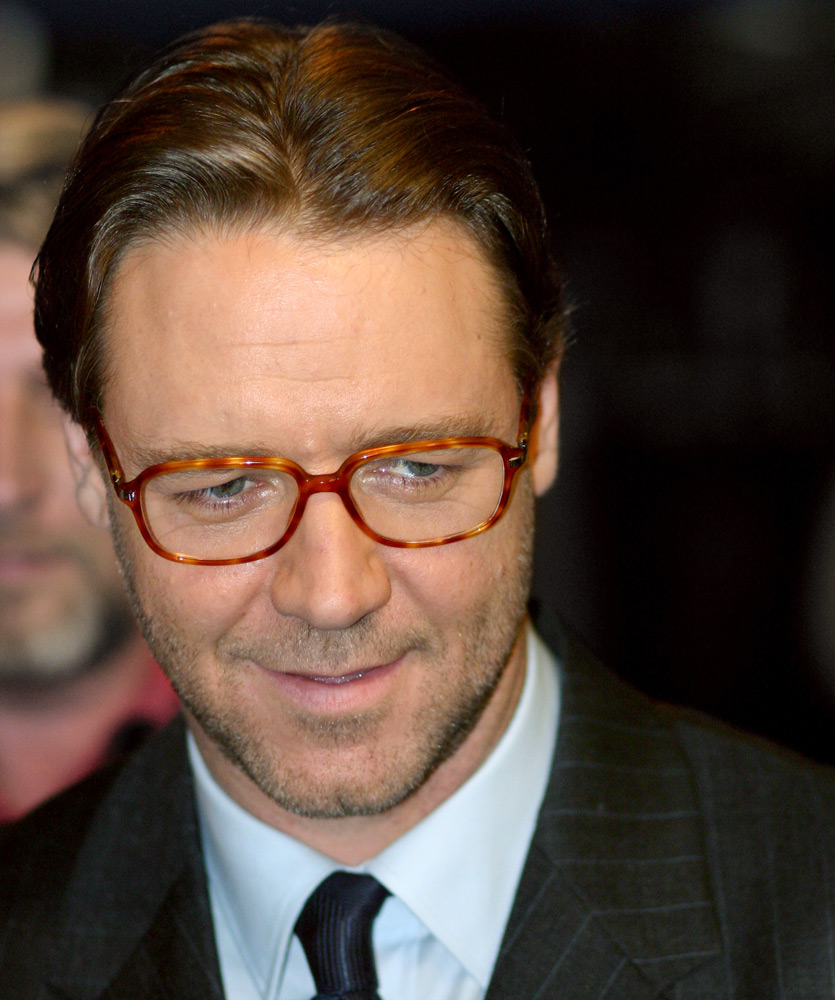
Russell Crowe

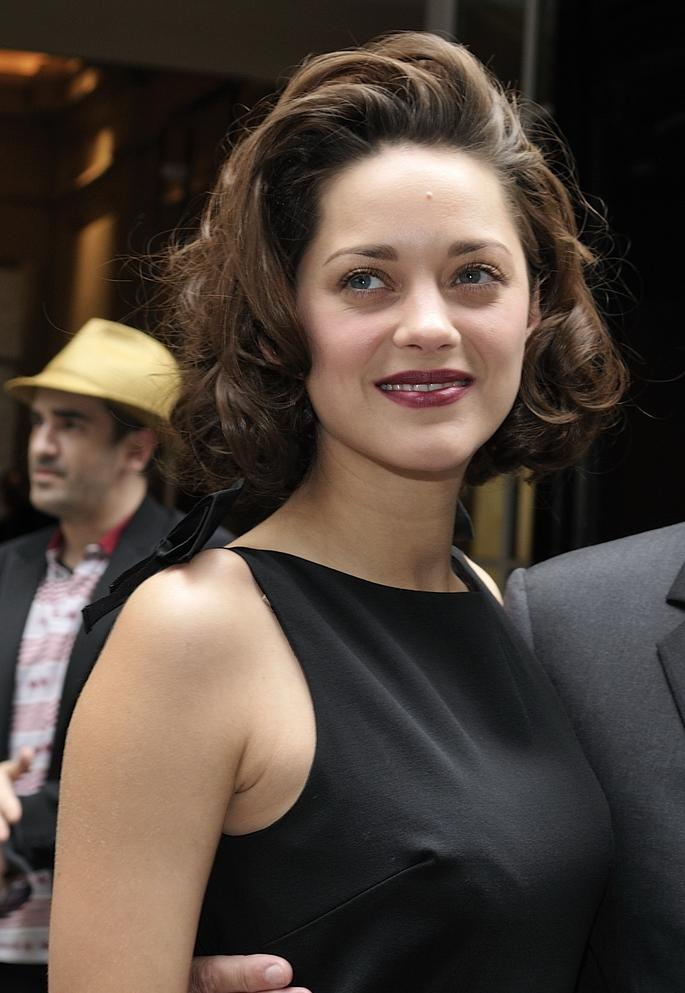
Marion Cotillard

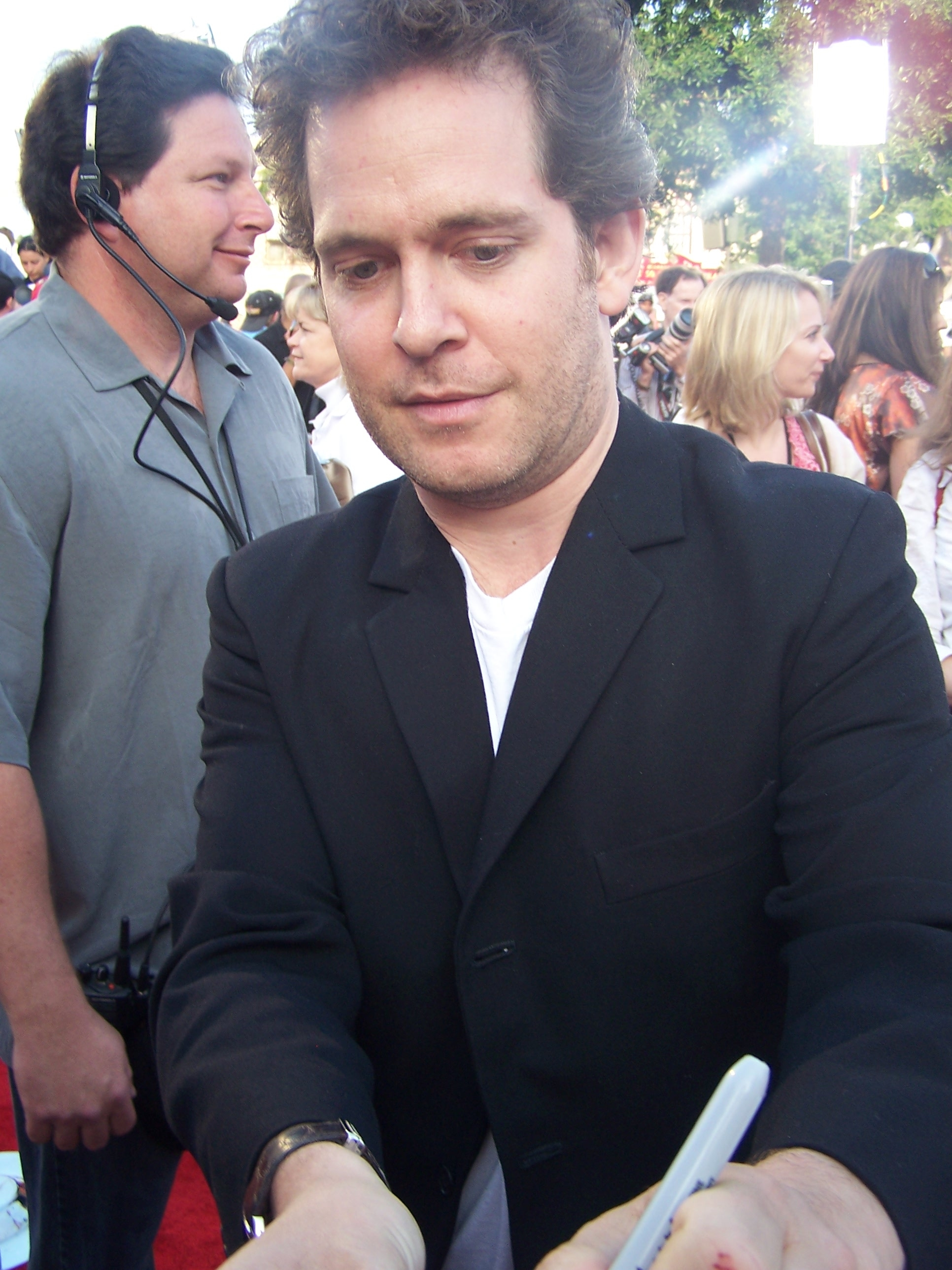
Tom Hollander

Max verpasst seinen Rückflug nach London und damit einen wichtigen Geschäftstermin mit seinem Boss Sir Nigel, der ihn wegen eines riskanten Börsengeschäfts dringend sprechen will. Kurz darauf erfährt Max von seiner Assistentin Gemma telefonisch, dass er sich wegen des geplatzten Termins und seines riskanten Wertpapier-Geschäfts eine einwöchige Suspendierung eingehandelt hat. Diese für Max ungewohnt freie Zeit will er auf Anraten seines besten Freundes und Rechtsanwalts Charlie nutzen, um den Verkauf des Chateaus bestmöglich vorzubereiten. Max muss das renovierungsbedürftige Haus auf Vordermann bringen, wobei ihm trotz anfänglicher Weigerung der Vigneron Duflot – nach dem abgerungenen Versprechen, auch nach dem Verkauf „bei den Reben bleiben zu dürfen“ – hilft. Seltsamerweise werden aber die Reben und der Wein von einem auf Charlies Rat herbeigerufenen Önologen als hoffnungsloser Fall dargestellt. Erst später erfährt Max, dass der Sachverständige von Duflot für die miserable Bewertung bezahlt wurde, weil er hoffte, Max würde so von einem Verkauf des Gutes absehen, womit sein Lebenswerk und das Onkel Henrys gerettet wären. Denn tatsächlich produzierten Onkel Henry und Vigneron Duflot gemeinsam seit Jahren einen von Weinkennern äußerst begehrten Vin de Garage, der nicht den gesetzlichen Vorgaben entspricht.
Unterdessen taucht die junge US-Amerikanerin Christie Roberts wie aus dem Nichts auf und behauptet, die uneheliche Tochter Onkel Henrys zu sein. Als die attraktive Frau von Max die Todesnachricht erfährt, bleibt sie auf seine Einladung hin zunächst auf La Siroque. Zwar scheint sie ihre Abstammung nicht beweisen zu können, nachdem Max ihr einziges Foto von Onkel Henry und ihrer Mutter gleich bei ihrer Ankunft durch einen Taschenspielertrick heimlich entwendet hat. Dennoch befürchtet Max, sein Erbe zu verlieren, da sie – wie sein Freund Charlie und die Notarin ihm offenbaren – nach französischem Erbrecht Anspruch darauf hätte.
Auf dem Weg von der Notarin sieht Max durch Zufall Fanny in ihrem Restaurant arbeiten. Als er sie wegen seiner eigenwilligen Rettung aus dem Pool anspricht, wirft sie ihm vor, sie habe infolge des von ihm verursachten Unfalls Hämatome an ihrem Oberschenkel davongetragen. Max erkennt sein Verschulden, will es wiedergutmachen und springt kurzerhand als Aushilfe in ihrem hoffnungslos überfüllten und personell unterbesetzten Restaurant ein.
Seine spätere Einladung zu einem Abendessen lehnt Fanny zunächst ab, willigt dann aber doch ein. Beide treffen sich zum Rendezvous und verbringen eine leidenschaftliche Nacht miteinander. Dennoch hält Max weiter an seinem Plan fest, das Weingut zu verkaufen und nach London zurückzukehren – nunmehr gern mit Fanny, die ihr Leben jedoch in der Provence sieht. Überdies scheint er Christie – trotz einer gewissen Ähnlichkeit, die ihr Madame und Monsieur Duflot wiederholt bescheinigen und die er nicht bestreitet – als Henrys Tochter weiterhin nicht akzeptieren zu wollen. Die Amerikanerin, die ursprünglich nur ihren Vater kennenlernen wollte und an sich keine Ansprüche auf das Weingut erhebt, verlässt daraufhin gekränkt La Siroque. Max – auf dem Weg zum Flughafen – fährt ihr hinterher und übergibt ihr ein Buch, das sie liegen gelassen hat. Darin findet sie neben ihrer zuvor entwendeten Fotografie und dem von Max in Onkel Henrys Unterlagen gefundenen Pendant einen an Max gerichteten Brief seines Onkels Henry, der einen Beweis für dessen Vaterschaft zu liefern scheint. Erst im weiteren Verlauf des Films wird offenbar, dass Max diesen Brief nach der Unterzeichnung des Kaufvertrages selbst geschrieben hat, zumal er schon als Junge in den Sommerferien Onkel Henrys Schrift zu imitieren lernte.
Nachdem Max den von seinem Freund Charlie ausgehandelten Kaufvertrag unterschrieben hat, bringt ihn eine letzte Begegnung mit Francis Duflot zu der sich ihm bereits mit seinen Erinnerungen immer wieder aufdrängenden Erkenntnis, damit genau das getan zu haben, wovor sich sein Onkel stets gefürchtet hat: das geliebte Chateau und so seine Herkunft und Familie „zu verraten“. Durch den gefälschten Brief, mit dem Max letztlich seine während des Geschehens immer wieder durchschimmernde Aufrichtigkeit gegenüber Christie beweist, hat er ihr Erbrecht anerkannt, und sie ist damit in der Lage, den Verkauf anzufechten – im Interesse aller Beteiligten. Den kurz darauf eintreffenden amerikanischen Käufern wird dies von Charlie als „un petit dilemma“ erklärt und durchgesetzt.
Immer wieder kommen Max Erinnerungen, die Gespräche mit dem Onkel, wie er Wein mit ihm probiert, und dann die Begegnung am Pool: Max liegt am Pool und liest ein Buch, als sich sein Onkel mit einer Frau unterhält und ihn fragt, was er Interessantes liest. Max sieht auf der anderen Seite des Pools, auf der Hängematte, ein gleichaltriges, hübsches Mädchen sitzen. Als der Onkel mit der Frau verschwindet, zieht sich das Mädchen bis auf die Unterwäsche aus, springt in den Pool und taucht in einem Atemzug bis zum anderen Rand, wo Max liegt. Nach dem Auftauchen küsst sie ihn und flüstert ihm etwas ins Ohr. Max erkennt in dem Mädchen von damals nun Fanny, seine große Liebe.
Dennoch fliegt er nach London zurück, wo ihn sein letztes Risikogeschäft scheinbar an den Rand des Rauswurfs aus der Firma gebracht hat. Überraschend wird ihm von seinem Boss eine Reichtum versprechende Partnerschaft auf Lebenszeit angeboten. Max lehnt ab, denn er hat sich bereits für ein Leben mit Fanny in der Provence entschieden.
Als er Fanny in ihrem Restaurant aufsucht, ihr seine Entscheidung mitteilt und sie küsst, sagt er ihr anschließend den Satz, den er als Kind von ihr gehört hat. Fanny ist überrascht, dass er sich noch an diese Begebenheit erinnert, und es scheint, als habe sich der Kreis geschlossen.
Christie ist aufgrund des Briefes nach La Siroque zurückgekommen und hat mit Vigneron Duflot die Weinproduktion übernommen, während Max und Fanny ebenso auf La Siroque wohnen. Indirekt gibt sie Max bei einer Gelegenheit zu verstehen, dass sie weiß, wer den rettenden Brief geschrieben hat.
In einem Telefongespräch will Charlie die Entscheidung, die Max getroffen hat, in Frage stellen, indem er Max voraussagt, er werde in Kürze von diesem neuen Leben gelangweilt sein. Doch Max lässt sich davon nicht beeindrucken.

## Kritiken
Kirk Honeycutt schrieb im Hollywood Reporter vom 11. September 2006, dass der Film trotz der sichtbaren Bemühungen der Filmmacher „unbeholfen“ sei. Die Szenen in London seien auf eine „ruckartige“ Art gefilmt und geschnitten. Der von Russell Crowe gespielte Charakter sei „konfus“. Honeycutt lobte lediglich die Darstellung von Archie Panjabi.
Die deutsche Kinozeitschrift Cinema dagegen schrieb: „Das moderne Märchen von einem, der auszog, das Lieben zu lernen, ist herzhaft und sanft im Abgang. Bestens geeignet gegen Herbst-Depressionen.“

„Ridley Scott versucht sich im Genre der romantischen Komödie. Er schickt Russell Crowe als fiesen Börsenmakler auf einen lebensverändernden Trip in die Provence, verfährt sich dabei aber in Klischeelandschaften und findet den passenden Ton nicht.“

„[…] Leichtgewichtige Komödie über das Aufeinanderprallen zweier Lebenshaltungen und -stile, die ihren Reiz der konsequenten Anwendung vertrauter Klischees und Stereotypen sowie einem kenntnisreichen Einsatz diverser Filmzitate verdankt.“

„‚Jeder weiß, dass die Franzosen launisch und schmutzig sind, Espandrillos tragen und einen R4 fahren‘, regt sich der Filmredakteur der Zeitung ‚Le Parisien‘ über das Bild von den Franzosen in ‚Ein gutes Jahr‘ auf. ‚Zum Glück können sie das Leben und einen guten Wein genießen!‘“

Die Deutsche Film- und Medienbewertung (FBW) in Wiesbaden verlieh dem Film das Prädikat wertvoll.

## Hintergrund
Der Film wurde unter anderem in London und in Gordes, Bonnieux sowie Cucuron (alles Provence) in unmittelbarer Nähe des Wohnortes von Ridley Scott gedreht.
Die Weltpremiere fand am 9. September 2006 auf dem Toronto Film Festival statt. In den Kinos des Vereinigten Königreichs wurde der Film seit dem 27. Oktober 2006 gezeigt. In Deutschland startete er am 9. November 2006. Am Startwochenende sahen den Film etwas mehr als 100.000 Besucher.
Die zentrale Kulisse des Films, Chateau La Siroque, wurde auf dem Chateau la Canorgue eingerichtet, ca. 1,5 km von Bonnieux entfernt. Das „alte Bauernhaus“, wie es der Charakter Max Skinner am Anfang des Films nennt, steht im Privateigentum der Familie Margan und kann aus der Nähe nicht allgemein besichtigt werden. Jedoch befindet sich in unmittelbarer Nachbarschaft ein Gutsgebäude, in dem unter anderem der dort tatsächlich in relativ geringen Mengen produzierte Wein CP (Coin Perdu) degustiert und erworben werden kann, so der jeweilige Jahrgang noch vorrätig ist. Von dort, von der vorbeiführenden Straße sowie von den angrenzenden Wein-Feldern aus kann das „alte Bauernhaus“ gesehen werden. Die Szenen mit Duflots Bauernhaus wurden auf Chateau Les Eydins gedreht, welches sich ungefähr 2 km von Chateau la Canorque entfernt befindet und auf dem ebenfalls preisgekrönter Wein produziert wird.
Es gibt eine Anspielung auf den Film „Gladiator“, die erste Kooperation zwischen Ridley Scott und Russell Crowe. Es ist jene Szene, in der Max eine Handvoll Sand am Weinfeld aufnimmt, zwischen seinen Händen verreibt und den Duft einatmet – nur um herauszufinden, dass es sich hier um den Geruch von Düngemittel (Hühnerkot) handelt – die tief ernsthafte Geste der Berührung des Bodens seiner Heimat des Protagonisten Maximus aus „Gladiator“ ist hier genregerecht ins Humorvolle gekippt.
Eine weitere Anspielung gibt es auf den Film Lawrence von Arabien in einer Szene wird der Protagonist gefragt was ihm an der Wüste so fasziniert, seine Antwort darauf war: „weil sie rein ist“. Diesen Satz hört man von Max im schmutzigen Pool.
Die Schauspielerin Giannina Facio, die in „Gladiator“ Maximus’ Ehefrau spielte, hat in „Ein gutes Jahr“ einen Cameo-Auftritt als Restaurantangestellte zu Beginn des Filmes. Facio war seit „Gladiator“ in jedem Film von Ridley Scott in Cameos zu sehen. Als Anspielung auf „Gladiator“ lässt sich des Weiteren der Name des Protagonisten lesen: Max(-imilian) wie Max(-imus).
In Anspielung auf den Antagonismus Geschäftsleben/Landleben und die wichtigste Bezugsperson des Charakters Max, den verstorbenen Onkel, begleiten die Filmhandlung Hinweise auf Jacques Tatis Filmkomödie Mon Oncle. So heißt der Hund des Weinbauern Duflot „Tati“ und das erste Rendezvous zwischen Max und Fanny findet in einem Freiluftkino statt, auf dessen Leinwand Szenen aus der vorgenannten oscarprämierten Filmkomödie zu sehen sind.
Am Ende des Filmes wird kurz die Londoner Wohnung von Max Skinner gezeigt, die verkauft werden soll. Diese Wohnung ist auch Schauplatz in Woody Allens Film „Match Point“ aus dem Jahr 2005.

## Belege
1. ↑   Freigabebescheinigung für Ein gutes Jahr. Freiwillige Selbstkontrolle der Filmwirtschaft, Oktober 2006 (PDF; Prüfnummer: 107 919 K).
2. ↑  Alterskennzeichnung für Ein gutes Jahr. Jugendmedienkommission.
3. ↑  Kritik (Memento vom 30. September 2007 im Internet Archive), Hollywood Reporter, Kirk Honeycutt, 11. September 2006
4. ↑  Rezension (Memento des Originals vom 8. Oktober 2007 im Internet Archive)  Info: Der Archivlink wurde automatisch eingesetzt und noch nicht geprüft. Bitte prüfe Original- und Archivlink gemäß Anleitung und entferne dann diesen Hinweis. der Zeitschrift CINEMA
5. ↑  Drehorte laut Internet Movie Database
6. ↑  Andreas Borcholte: „Nur Zwerge trotzen Borat“, Spiegel Online, 13. November 2006
7. ↑  The film A GOOD YEAR In: chateaulacanorgue.com, abgerufen am 16. Juli 2017.